# کرانک: ولتاژ بالا
کرانک: ولتاژ بالا (به انگلیسی: Crank: High Voltage) یک فیلم اکشن و کمدی سیاه آمریکایی به نویسندگی و کارگردانی برایان تیلور و مارک نولدین است که در سال ۲۰۰۹ اکران شد. این فیلم دنباله‌ای بر فیلم کرانک در سال ۲۰۰۶ به‌شمار می‌رود و جیسون استاتهام یکبار دیگر به ایفای نقش جو چلیوس می‌پردازد. کرانک: ولتاژ بالا برای اولین بار در ۱۵ آوریل ۲۰۰۹ در انگلستان اکران شد، سپس دو روز بعد در آمریکای شمالی به نمایش درآمد.
فیلم به خاطر خشونت بسیار بالا مورد انتقاد قرار گرفت، گرچه عملکرد تیم تحسین شد.

## داستان
«چلیوس» با یک تبهکار چینی روبرو می‌شود که قلب تقریباً فناناپذیر او را دزدیده، و به جای آن یک قلب باتری ای در سینه‌اش قرار داده که مرتب باید شارژ الکتریکی شود تا او را زنده نگه دارد.